# Дејвид Бејтс
Дејвид Бејтс (David Bates) (рођен 1952) је амерички сликар.
Рођен у Даласу, Тексас, Бејтс 1975. започиње студиј сликарства на Севернометодистичком универзитету, али убрзо почиње студије сликарства по независном програму Витнијевог музеја америчке уметности у Њујорку. Године 1977. враћа се у Далас да би завршио школовање и стекао диплому академског сликара.